# Poecilonola chionobasis
Poecilonola chionobasis är en fjärilsart som beskrevs av George Francis Hampson 1901. Poecilonola chionobasis ingår i släktet Poecilonola och familjen trågspinnare. Inga underarter finns listade i Catalogue of Life.